# Suore egiziane del Sacro Cuore
Le Suore Egiziane del Sacro Cuore (in francese Sœurs Egyptiennes du Sacré-Cœur) sono un istituto religioso femminile di diritto pontificio: le suore di questa congregazione pospongono al loro nome la sigla S.E.S.C.

## Storia
Le origini dell'istituto risalgono alla fondazione fatta dalle mariamette di Beirut a partire dal 1890 di alcune case in Egitto (Minya, Mallawi, Tahta): nel 1911 le religiose libanesi furono richiamate in patria e portarono con loro anche le suore egiziane che intanto erano entrate a far parte della congregazione.
A causa della protesta dei vescovi copti, otto mariamette di origine egiziana furono rimandate in patria per iniziarvi una congregazione indipendente. Sbarcarono ad Alessandria il 12 dicembre 1912 e si stabilirono a Tahta: il 6 gennaio 1913 emisero i voti perpetui nelle mani del vescovo-eparca di Tebe, Ignazio Berzî; la prima superiora generale fu Maria Margherita Sabaʿ al-Leîl.
La Congregazione per le Chiese orientali approvò temporaneamente le costituzioni dell'istituto nel 1934 e definitivamente nel 1940.
Da un ramo dell'istituto, ha avuto inizio la congregazione delle suore di Gesù e Maria, autonoma dal 1976.

## Attività e diffusione
Le religiose si dedicano all'istruzione e all'educazione dell'infanzia e della gioventù e ad attività ospedaliere.
Oltre che in Egitto, le suore sono presenti in Libano, Sudan e Tunisia; la sede generalizia è a Heliopolis, presso il Cairo.
Nel 2010 la congregazione contava 175 religiose in 24 case.